# Arendal Station
Arendal Station (Arendal stasjon) er en jernbanestation i byen Arendal i Norge, der er endestation for Arendalsbanen fra Nelaug. Stationen åbnede 23. november 1908.

## Historie
Arendal Station blev oprindeligt bygget som endestation for Arendal-Åmlibanen, en bane der skabte forbindelse mellem bygderne Froland og Åmli og udskibningshavnen i Arendal. Stationen blev åbnet, da banen indtil Froland stod klar i 1908. I 1910 blev banen forlænget til Åmli, og det blev besluttet at den skulle fortsætte helt til Treungen (Tveitsund). Strækningen hertil stod færdig i 1913, hvor banen skiftede navn til Treungenbanen.

### Planer og alternativer
Efter vedtagelsen af etableringen af Arendal-Åmlibanen i 1894 var der store diskussioner om linjeføringen, og om hvordan den skulle føres ned til byen. For persontrafikken var det en fordel med en station nær centrum og dampskibskajen, men placeringen af en kaj for transport af tømmer var lige så vigtig. Det viste sig at blive vanskeligt at finde en linjeføring og stationsgrund. I første omgang blev linjeføringen lagt fast fra Åmli til Solbergvann, men derfra og ned til byen blev hele seks alternativer overvejet i 1902.
- Strømsbulinjen, station på Strømsbusletta.
- Kittelsbuktlinjen, station i Kittelsbukt.
- Barbulinjen, station i Barbudalen.
- Gårdalslinjen, station i Strømsbubukt og Svinodden.
- Langsælinjen, station i Barbudalen.
- Holmesland og Lysgaards linje, station for persontrafikken centralt i byen og gods- og havnestation i Barbu og Kuviga.

Valget stod til sidst mellem Kittelsbukt og Barbu. Kittelsbukt ville give en station midt i byen, mens alternativet Barbu var mere økonomisk men til gengæld ville betyde en station et stykke fra centrum. Stortinget afgjorde sagen i maj 1904, hvor valget faldt på Barbu.

### Stationsanlægget
Barbulinjen forudsatte anlæggelsen af Barbu tunnel (871 meter) fra Torbjørnsbu til Barbudalen. Selve stationsområdet blev lagt i Barbudalen med stationsbygningen placeret sådan, at der var kortest mulig vej at gå til Arendal torv. Godsstationen blev anlagt nær søen, ved Barbubukt, hvor der var kørevej til byens dampskibskaj og til centrum. Omkring 1930 blev der også anlagt en havnebane til den nye Tollbodkaien, der var centrum for Arendal Havn fra 1930 til 2008.
NSB's arkitekt Paul Armin Due tegnede en række udkast til stationsbygningen, ligesom han også tegnede de fleste andre bygninger på stationen. Stationsbygningen blev præget af jugendstil og rummede ventesal, ekspedition og kontor samt bolig på førstesalen. Stationen blev desuden udstyret med pakhus, udhus, remiser, værksteder, drejeskive og forsyning med kul og vand. Stationen stod færdig i 1908, idet lokomotivremisen først var færdig i 1910. Efterfølgende viste det sig, at stationsbygningen var for dårligt funderet, og den blev revet og erstattet af en ny i 1929-1930. Den nye bygning blev tegnet af arkitekten Gudmund Hoel fra NSB Arkitektkontor. 
Da NSB registrerede og vurderede sine bygninger omkring 1980, blev lokomotivremisen og værksteder på Arendal Station vurderet til at have en høj bevaringsværdi.

### Værkstedet
Ved anlæggelsen var der ingen forbindelse mellem Treungenbanen og resten af NSB’s spornet. Det var derfor nødvendigt at have et eget værksted i Arendal. Et mekanisk værksted og en smedie blev anlagt klos op af lokomotivremisen og blev formentlig taget i brug i 1913. Indtil 1935 stod værkstedet for vedligeholdelsen af banens eget materiel. Desuden foretog det reparationer for Lillesand-Flaksvandbanen, men her måtte delene demonteres og transporteres fra Lillesand til Arendal.
Da der kom forbindelse med Sørlandsbanen blev der skabt et nyt grundlag for værkstedet i Arendal fra både vest og øst. Kragerøbanens materiel blev vedligeholdt i Arendal, og lokomotiverne fra Setedalsbanen blev ofte sendt der til. Smalsporet materiel blev transporteret til Arendal på specielle vogne. Ved hovedrevision af damplokomotiver blev de skilt fuldstændigt ad og gået igennem. En sådan revision tog 4-6 måneder.
I 1951 var der 26 ansatte på værksteder, men i 1972 var det reduceret til 8. Værkstedet blev nedlagt i 1985. Værkstedslokalerne udlejes i dag af ROM eiendom. Lejeren fik Aust-Agder fylkes bygningsvernpris i 2008.

### Endestation for Sørlandsbanen
I 1927 blev Kragerø Station åbnet som midlertidig endestation for Sørlandsbanen. Efterhånden som strækningen frem til Nelaug Station nærmere sig færdiggørelsen, blev strækningen mellem Nelaug og Arendal ombygget til normalspor.
9. november 1935 skiftede Sørlandsbanen endnu en gang midlertidig endestation, denne gang fra Kragerø til Arendal. Begivenhederne blev markeret med stor festivitas og et indvielsestog fra Oslo V via Nelaug Station til Arendal station med kong Haakon 7., kronprins Olav og statsminister Johan Nygaardsvold blandt gæsterne.
Gennem tre år blev Arendal Station og Arendal nu et vigtigt trafikknudepunkt i Sørlandet. I Arendal kunne passagerer, der kom fra Rogaland og Vest-Agder med dampskib skifte til tog for at komme hurtigere til hovedstaden. Der blev også kørt bus mellem Kristiansand og Arendal Station. Hverken før eller senere har Arendal Station haft så stort persontrafik. I denne tid var der restaurationsdrift på Arendal Station.

### Station på en sidebane
I 1938 var Sørlandsbanen færdig hele vejen fra Oslo V til Kristiansand, og strækningen fra Nelaug til Arendal blev nu til en sidebane. Treungenbanen var stadig i drift, men den var fortsat smalsporet på den øvre del til Treungen, så gods måtte lades om og passagerer skifte tog i Nelaug. Den øvre del blev ombygget til normalspor i 1946 men nedlagt i 1967, hvorefter strækningen mellem Arendal og Nelaug, Arendalsbanen, var alene tilbage.
Arendalsbanen blev elektrificeret på strækningen fra Nelaug til Arendal i 1995. Der har været forsøg med hurtige forbindelse til Oslo med Signaturtog. Strækningen trafikeres i dag af lokaltog af type 69, så passagerer må skifte tog i Nelaug, hvis de skal videre i retning mod Oslo og Kristiansand/Stavanger. Rejsetiden fra Arendal Station til Oslo er lige under 4½ time i dagtimerne. Der er fire forbindelser i døgnet. Vestpå til Stavanger tager det ca. 5½ time, og her der tre daglige forbindelser hver vej. Rejsetiden er imidlertid kortede med ekspresbusser fra Arendal mod både øst og vest, og Arendalsbanen har flere gange været truet af nedlæggelse.
Havnebanen blev ikke elektrificeret og er nu fjernet. Behovet for sidesporene på stationen er også begrænset.

### Station og avis
I perioden fra 2008 til 2012 havde avisen Arendals Tidende ansvaret for riften af Arendal Station. Avisen havde kontorer i stationsbygningen og holdt stationens billetkontor åben, bl.a. med økonomisk støtte fra Aust-Agder fylkeskommune. Fra 2012 er stationen ubemandet.